# マイケル・マックス
マイケル・マックス（Michael Max）は、SNKの対戦型格闘ゲーム『餓狼伝説』に登場する架空の人物。

## キャラクター設定
元々は次期世界ヘビー級チャンピオンの称号を持つプロボクサーだったが、「ボクシングはルールに守られたスポーツでしかない、命を賭けた男の闘いをしたい」と言ってボクシング界を引退してしまう。そして、初代『餓狼伝説』においてギース・ハワードの主催する「キング・オブ・ザ・ファイターズ」に出場する。
熱心なキリスト教信者であるらしく、勝利ポーズの際には十字を切っている。
『餓狼伝説2』のデモ画面の一つには彼がホア・ジャイともどもヴォルフガング・クラウザーによって倒されているシーンが挿入される。『餓狼伝説スペシャル』には出場していないがアクセル・ホークのセコンドになり、マイケルの持ち技である「トルネードアッパー」をアクセルに伝授したり、アクセルのエンディングに姿を見せている。
『リアルバウト餓狼伝説スペシャル』ではテリー・ボガード、ダック・キング、ブルー・マリーの専用ステージ背景にて一定確率で空を飛ぶマイケルが出現することがある。また、PS作品『リアルバウト餓狼伝説スペシャル DOMINATED MIND』の初回限定版に同梱されている『SNKファンコレクション餓狼伝説』に収録されているキャラクターのデータベース製作コーナーにおいて、マイケルを含めた初代『餓狼伝説』のみの登場人物のプロフィールが明らかにされた。そのデータベースによると、マイケルはホアともども一線を退いてセコンドに専念している。
リチャード・マイヤ、ダック・キング、タン・フー・ルーとともにテリー・ボガードら主人公3人以外の初代『餓狼伝説』の一般出場者だが、リチャード達のようにテリー達との交友関係がないせいか、未だに使用キャラクターとして再登場していない。雑誌媒体では「お呼びでない」と書かれたこともある。

## ゲーム上の特徴
初代『餓狼伝説』の序盤戦の4人の敵の一人として登場する。高い攻撃力と長いリーチのパンチと主人公3人の飛び道具より高性能な「トルネードアッパー」が武器だが、ジャンプができない上に有効な下段攻撃を持たないのが弱点。
ネオジオ版などではCPU専用キャラクターだが、スーパーファミコン版（以下SFC版）とメガドライブ版（以下MD版）のみ対戦モードで使用可能。SFC版はネオジオ版とほぼ同じ性能に加え、対戦モードでは新技が使用可能。MD版はジャンプや通常投げ、異なる新技が追加されて対人戦をふまえた性能変更がなされている。

## 技の解説

### 通常投げ
ボンバースロー
MD版のみ使用可能。相手を掴んで投げる技。

### 必殺技
トルネードアッパー
大きな竜巻をアッパーで発生させて飛ばす技。初代『餓狼伝説』でのジョー・ヒガシの「ハリケーンアッパー」より性能が高い。
ステップスウェー
いわゆるバックステップ。相手の攻撃を回避する効果がある。
MD版ではフロントステップが追加されて「フットワーク」に改名されている。
テンペストラッシュ
SFC版の対戦モードのみ使用可能。その場で様々なパンチ攻撃を連発する。
ガストダッシュアッパー
SFC版の対戦モードのみ使用可能。滑り込んで前進して、アッパーカットを繰り出す。
ガストストレートパンチ
MD版のみ使用可能。滑り込みながらストレートで攻撃する。